# Agesilaos I.
Agesilaos I. (altgriechisch Ἀγησίλαος Agēsílaos, ionisch Ἡγησίλεως Hēgēsíleōs) ist in der griechischen Mythologie der Sohn des Doryssos und der sechste König von Sparta aus dem Haus der Agiaden. Während seiner Regierungszeit soll Lykurg, der berühmte Gesetzgeber, die spartanischen Gesetze verabschiedet haben.
Nach dem Tod seines Vaters bestieg er den Thron und soll nach Pausanias nur kurz regiert haben, die Excerpta Latina Barbari schreiben ihm jedoch 30 und Hieronymus sogar 44 Regierungsjahre (920–877 v. Chr.) zu. Als seinen Nachfolger nennt Hieronymus seinen Sohn Archelaos.